# Paris-Nice 1964
Paris-Nice 1964 est la 22e édition de la course cycliste Paris-Nice. La course a lieu entre le 9 et le 17 mars 1964. La victoire revient au coureur néerlandais Jan Janssen, de l’équipe Pelforth-Sauvage-Lejeune, devant Jean-Claude Annaert (Mercier-BP) et Jean Forestier (Peugeot-BP).
Lors de l'étape contre la montre par équipes, une voiture de l'organisation provoque la chute de deux coureurs de l’équipe Flandria-Romeo. La presse de l’époque, après la chute de Poulidor (provoquée par une voiture de la caravance publicitaire) et celle des coureurs de Flandria-Romeo, ironise et fait état de « Course aux soleils ».

## Participants
Dans cette édition de Paris-Nice, 72 coureurs participent divisés en 8 équipes commerciales : Saint Raphael, Mercier-BP, Solo, Peugeot-BP, Pelforth-Sauvage-Lejeune, Margnat-Paloma, Gancia-Urago, Flandria-Romeo - et une équipe italienne. L'épreuve est terminée par 28 coureurs.

## Étapes
| Étapes                | Date    | Villes étapes                       | Km      | Vainqueur d’étape     | Leader du classement général |
| --------------------- | ------- | ----------------------------------- | ------- | --------------------- | ---------------------------- |
| 1re étape             | 9 mars  | Fontainebleau - Auxerre             | 153 km  | Edward Sels           | Edward Sels                  |
| 2e étape              | 10 mars | Auxerre - Montceau-les-Mines        | 200 km  | Willy Vannitsen       | Edward Sels                  |
| 3e étape              | 11 mars | Circuit de l'étang du Plessis (clm) | 19,2 km | Flandria-Romeo        | Jan Janssen                  |
| 4e étape              | 12 mars | Montceau-les-Mines - Saint-Étienne  | 228 km  | Frans Melckenbeeck    | Jan Janssen                  |
| 5e étape              | 13 mars | Saint-Étienne - Bollène             | 192 km  | André Darrigade       | Jan Janssen                  |
| 6e étape, 1er secteur | 14 mars | Bollène - Vergèze                   | 82 km   | Hubertus Zilverberg   | Jan Janssen                  |
| 6e étape, 2e secteur  | 14 mars | Vergèze - Aix-en-Provence           | 144 km  | Anatole Novak         | Jan Janssen                  |
| 7e étape              | 15 mars | Ajaccio - Porto-Vecchio             | 180 km  | Raymond Poulidor      | Jan Janssen                  |
| 8e étape, 1er secteur | 16 mars | Porto-Vecchio - Bastia              | 143 km  | Bernard Vandekerkhove | Jan Janssen                  |
| 8e étape, 2e secteur  | 16 mars | Olmeta-di-Tuda - Bastia (clm)       | 34 km   | Rudi Altig            | Jan Janssen                  |
| 9e étape              | 17 mars | Nice - Nice                         | 150 km  | Edward Sels           | Jan Janssen                  |

## Résultats des étapes

### 1reétape
9-03-1964. Fontainebleau-Auxerre, 153 km.
|   | Cycliste               | Équipe                   | Temps           |
| - | ---------------------- | ------------------------ | --------------- |
| 1 | Edward Sels            | Solo                     | 3 h 58 min 55 s |
| 2 | Jan Janssen            | Pelforth-Sauvage-Lejeune | m.t.            |
| 3 | Georges Van Coningsloo | Peugeot-BP               | m.t.            |

### 2eétape
10-03-1964. Auxerre-Montceau-les-Mines 200 km.
|   | Cycliste        | Équipe         | Temps           |
| - | --------------- | -------------- | --------------- |
| 1 | Willy Vannitsen | Flandria-Romeo | 5 h 31 min 45 s |
| 2 | Rudi Altig      | Saint Raphael  | m.t.            |
| 3 | Tom Simpson     | Peugeot-BP     | m.t.            |

### 3eétape
11-03-1964. Circuit de l'étang du Plessis 19,2 km (clm).
|   | Équipe                   | Temps       |
| - | ------------------------ | ----------- |
| 1 | Flandria-Romeo           | 23 min 43 s |
| 2 | Saint Raphael            | + 11 s      |
| 3 | Pelforth-Sauvage-Lejeune | + 16 s      |

### 4eétape
12-03-1964. Montceau-les-Mines-Saint-Étienne, 228 km.
|   | Cycliste           | Équipe                   | Temps           |
| - | ------------------ | ------------------------ | --------------- |
| 1 | Frans Melckenbeeck | Mercier-BP               | 6 h 03 min 39 s |
| 2 | Jan Janssen        | Pelforth-Sauvage-Lejeune | m.t.            |
| 3 | Edward Sels        | Solo                     | m.t.            |

### 5eétape
13-03-1964. Saint-Étienne-Bollène, 192 km.
|   | Cycliste          | Équipe                   | Temps           |
| - | ----------------- | ------------------------ | --------------- |
| 1 | André Darrigade   | Margnat-Paloma           | 4 h 46 min 20 s |
| 2 | Joseph Groussard  | Pelforth-Sauvage-Lejeune | m.t.            |
| 3 | Jean-Pierre Genet | Mercier-BP               | m.t.            |

### 6eétape,1ersecteur
14-03-1964. Bollène-Vergèze, 82 km.
|   | Cycliste            | Équipe         | Temps           |
| - | ------------------- | -------------- | --------------- |
| 1 | Hubertus Zilverberg | Flandria-Romeo | 1 h 55 min 12 s |
| 2 | Frans Melckenbeeck  | Mercier-BP     | + 1 min 29 s    |
| 3 | André Darrigade     | Margnat-Paloma | m.t.            |

### 6eétape,2esecteur
14-03-1964. Vergèze-Aix-en-Provence, 144 km.
|   | Cycliste        | Équipe                   | Temps           |
| - | --------------- | ------------------------ | --------------- |
| 1 | Anatole Novak   | Saint Raphael            | 4 h 08 min 12 s |
| 2 | Rudi Altig      | Saint Raphael            | + 51 s          |
| 3 | Alan Ramsbottom | Pelforth-Sauvage-Lejeune | m.t.            |

### 7eétape
15-03-1964. Ajaccio-Porto-Vecchio, 180 km.
|   | Cycliste         | Équipe                   | Temps           |
| - | ---------------- | ------------------------ | --------------- |
| 1 | Raymond Poulidor | Mercier-BP               | 5 h 30 min 42 s |
| 2 | Rudi Altig       | Saint Raphael            | + 4 s           |
| 3 | Jan Janssen      | Pelforth-Sauvage-Lejeune | + 6 s           |

### 8eétape,1ersecteur
16-03-1964. Porto-Vecchio-Bastia, 143 km.
|   | Cycliste              | Équipe                   | Temps           |
| - | --------------------- | ------------------------ | --------------- |
| 1 | Bernard Vandekerkhove | Solo                     | 3 h 40 min 11 s |
| 2 | Joseph Groussard      | Pelforth-Sauvage-Lejeune | m.t.            |
| 3 | Frans Brands          | Flandria-Romeo           | m.t.            |

### 8eétape,2esecteur
16-03-1964. Olmeta-di-Tuda-Bastia, 34 km (clm).
Durant ce contre-la-montre, Poulidor est leader virtuel de la course avec deux minutes d'avance sur Janssen et Anquetil, lorsqu'il est victime d'une chute provoquée par une voiture de la caravane publicitaire. Son vélo est inutilisable, mais il ne peut pas être échangé car il est suivi par une voiture de dimension trop petite pour accueillir un vélo. Il doit abandonner la course.
|   | Cycliste            | Équipe                   | Temps       |
| - | ------------------- | ------------------------ | ----------- |
| 1 | Rudi Altig          | Saint Raphael            | 57 min 09 s |
| 2 | Jan Janssen         | Pelforth-Sauvage-Lejeune | + 25 s      |
| 3 | Jean-Claude Annaert | Mercier-BP               | + 51 s      |

### 9eétape
17-03-1964. Nice-Nice, 150 km.
|   | Cycliste    | Équipe         | Temps           |
| - | ----------- | -------------- | --------------- |
| 1 | Edward Sels | Solo           | 4 h 45 min 54 s |
| 2 | Barry Hoban | Mercier-BP     | m.t.            |
| 3 | Peter Post  | Flandria-Romeo | m.t.            |

## Classements finals

### Classement général
|    | Cycliste            | Équipe                   | Temps            |
| -- | ------------------- | ------------------------ | ---------------- |
| 1  | Jan Janssen         | Pelforth-Sauvage-Lejeune | 41 h 56 min 28 s |
| 2  | Jean-Claude Annaert | Mercier-BP               | + 1 min 01 s     |
| 3  | Jean Forestier      | Peugeot-BP               | + 2 min 58 s     |
| 4  | Joseph Planckaert   | Flandria-Romeo           | + 3 min 58 s     |
| 5  | Alan Ramsbottom     | Pelforth-Sauvage-Lejeune | + 4 min 05 s     |
| 6  | Jacques Anquetil    | Saint Raphael            | + 4 min 39 s     |
| 7  | François Mahé       | Pelforth-Sauvage-Lejeune | + 4 min 41 s     |
| 8  | Edward Sels         | Solo                     | + 4 min 55 s     |
| 9  | Jean Milesi         | Margnat-Paloma           | + 6 min 39 s     |
| 10 | Frans Brands        | Flandria-Romeo           | + 8 min 15 s     |